# Blackhawk (Californie)
Blackhawk est une census-designated place du comté de Contra Costa, dans l'État de Californie, aux États-Unis,. En 2020, elle compte une population de 9 637 habitants.